# Помаки
Пома́ки (болг. Помаци) — конфесійна група болгар, яка проживає на території історичної області Фракії (Болгарія, Туреччина, Греція) що сповідує іслам. Зберігають болгарську мову, проте зі значним впливом турецької, арабської і перської лексики. Внаслідок Балканських війн 1912—1913 рр. та Першої світової війни 1914—1918 рр. і поділів історичної Фракії опинилися розділеними кордоном між вказаними державами. Сьогодні помаки живуть в основному на півдні та південному сході Болгарії, в Родопських горах на південь від Пловдива та у Піринських горах. Значна кількість помаків також мешкає у сусідніх районах Греції у номах Ксанті, Родопі та Еврос (Західна Фракія). Переважна більшість помаків на території Туреччини (Східна Фракія) зазнала асимілятивної тюркизації, втративши етнічну самобутність та інтегрувавшись у турецький народ. Загальна чисельність помаків за оцінками становить понад 500 тис. осіб, з яких у Болгарії — 200—300 тис. осіб, у Туреччині — 200—300 тис. осіб, у Греції — 20—50 тис. осіб.

## Походження

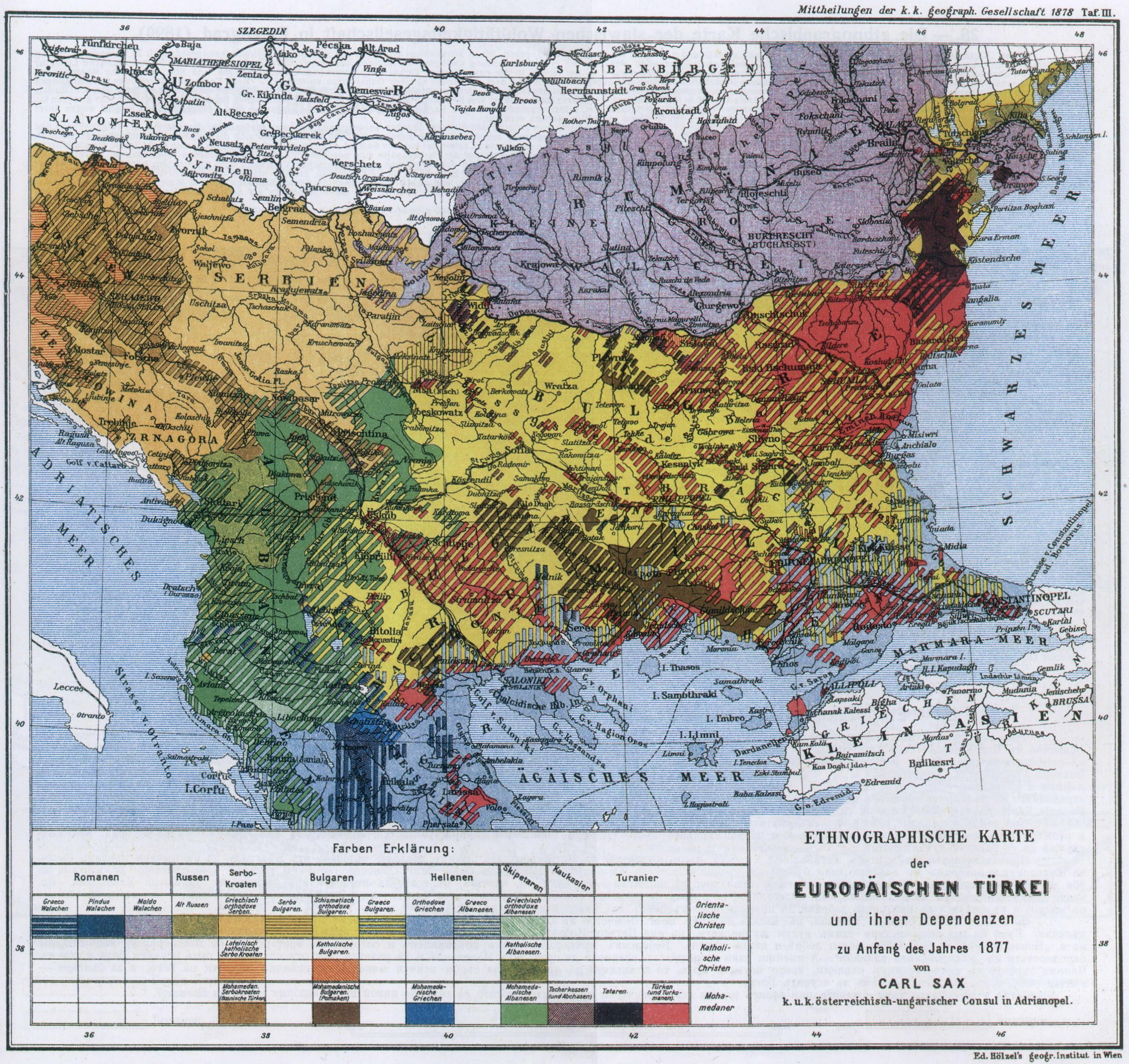
Етнічна карта Балкан кінець 19 ст. Розміщення помаків зображено коричневим кольором.

За походженням помаки — ісламізовані болгари з деякою домішкою грецького і тюркського елементів, ймовірно, також з включенням волоського та давньофракійського компонентів. Помаки як специфічна етнічна група сформувалися у період перебування Фракії у складі Османської імперії, тобто у XV—XIX сторіччях. При цьому, в Османській імперії, де розподіл населення здійснювався насамперед за релігійною ознакою (система міллетів), помаки вважали себе османами, зберігаючи слов'янську мову. Таким чином, помаки за мовою відрізнялися від власне османів, а за релігією — від православних болгар та греків. Термін «помаки» — екзоетнонім, який наданий їм православними болгарами. Слово «помак», імовірно, походить від болгарського «помагач», яке має значення помічника, пособника, особи, яка допомагає османам. Самі ж помаки аж до початку XX сторіччя традиційно іменували себе османами. Етнічна ситуація в регіоні Фракії істотно змінюється на початку XX сторіччя, зокрема, під час Балканських війн, коли війська Болгарії та Греції заволоділи більшою частиною Фракії. За цих умов помаки спільно з місцевими османами повстають і восени 1913 року утворюють Гюмюрджинську республіку, яка, проте довго не проіснувала. У підсумку в результаті Балканських війн та наступної за ними Першої світової війни 1914—1918 рр. помаки опинилися поділеними між трьома державами: Болгарським царством, Королівством Греція та Османською імперією. У цих країнах їх доля склалася по-різному.

## Болгарія
Після того, як на початку XX сторіччя помаки опинилися у складі християнської Болгарії, ставши відірваними від решти ісламського світу, вони почали зазнавати певного релігійного тиску зі сторони православних болгар. У Болгарії помаки становлять перехідну (буферну) групу між власне болгарам і турками, які проживають у країні (див. турки у Болгарії). При цьому, у Болгарії помаки показують певну внутрішньоетнічну закритість та намагаються зберегти традиційний сільський побут у місцях їхнього компактного проживання на південь від Пловдива.

## Туреччина
Східна Фракія, заселена болгарами та помаками, остаточно перебуває у складі Туреччини з 1923 року. Після масової еміграції болгарського населення, помаки, які проживають навколо Едірне та багатьох селах аж до самого Стамбула, опинилися у турецькому оточенні і швидко стали асимілюватися, інтегруватися у турецький етнос. Таким чином, за оцінками спеціалістів помацьке походження мають понад 100 тис. жителів сучасної Туреччини. При цьому, ще у далекому 1965 році за даними турецького перепису населення близько 47 тис. осіб володіли болгарською мовою (помацький діалект), а в наш час[коли?] ця цифра рівняється майже нулю. Водночас чисельність помаків у Туреччині постійно поповнювалась імміграціями їх з Болгарії. На сьогодення етнічна група помаків у Туреччині майже втратила свою ідентичність та самобутність і практично розчинилась серед турків.

## Греція
У межах сучасної Греції болгаромовні мусульмани проживають в області Західна Фракія (номи Ксанті, Родопі та Еврос). Греко-турецький обмін населенням майже не зачепив помаків-мусульман, проте більшість православних болгар покинула Грецію. У той час помаки Біломорської Македонії були виселені у межі Туреччини (див. Лозаннський мирний договір). Однак грецький уряд, побоюючись зростання слов'янського впливу на політику держави, особливо у північних регіонах, до недавнього часу включав помаків-болгар до складу єдиної офіційно визнаної на території держави національної меншини мусульман (див. мусульмани у Греції), яких вважали за ісламізованих та потуречених греків, забуваючи при цьому, що мусульманська громада окрім власне турків ще складалась з болгар-помаків, циган та мегленорумун та аромун, що розмовляли різними мовами. За таких умов офіційно Греція визнавала лише турецьку мову, яка широко використовувалася в освіті всіх мусульман на півночі країни. Ця політика призвела до посилення турецької мови та культури серед мусульман регіону.
У зв'язку з цим, громада болгар-помаків на території Греції стала сильно отуреченою. Намагаючись хоч будь-яким чином, виправити становище, яке склалося, грецька влада поступово після 1990 року, особливо після 1996 року, пішла на певні поступки помакам, почала стимулювати ріст їх власної самосвідомості, збереження і розвиток болгарської мови.
За результатами перепису 2001 року у Греції помаками себе визнали 16 тис. осіб, у тому числі:
11 тис. у номі Ксанті (10 % населения);
5 тис. у номі Родопі (4 % населения);
2 тис. у номі Еврос (2 % населения).
При цьому 74 тис. осіб у Західній Фракії ідентифікували себе як турки, у тому числі:
20 тис. у номі Ксанті;
52 тис. у номі Родопі;
2 тис. у номі Еврос.
У той час, за оцінками до третини тих, хто визнав себе турками, насправді є помаками.
У сучасній Греції болгарами-помаками робляться спроби створити власну літературу норму болгарської мови — помакську мову.

## Північна Македонія
У західних районах Північної Македонії та частково в Албанії проживає близька за релігією, культурою та походженням до болгар-помаків етнічна група, відома як торбеши. При цьому, деякі автори та дослідники, які вважають слов'яномовних македонців не окремим народом, а частиною болгар, торбешів не вирізняють серед помаків.

## Мова
Болгари-помаки розмовляють болгарською мовою, особливим її діалектом, який зазнав впливу лексики турецької, арабської і перської мов, водночас зберігши багато старослов'янських слів. На основі цього діалекту в наш час[коли?] серед помаків Греції розробляється своя літературна норма.

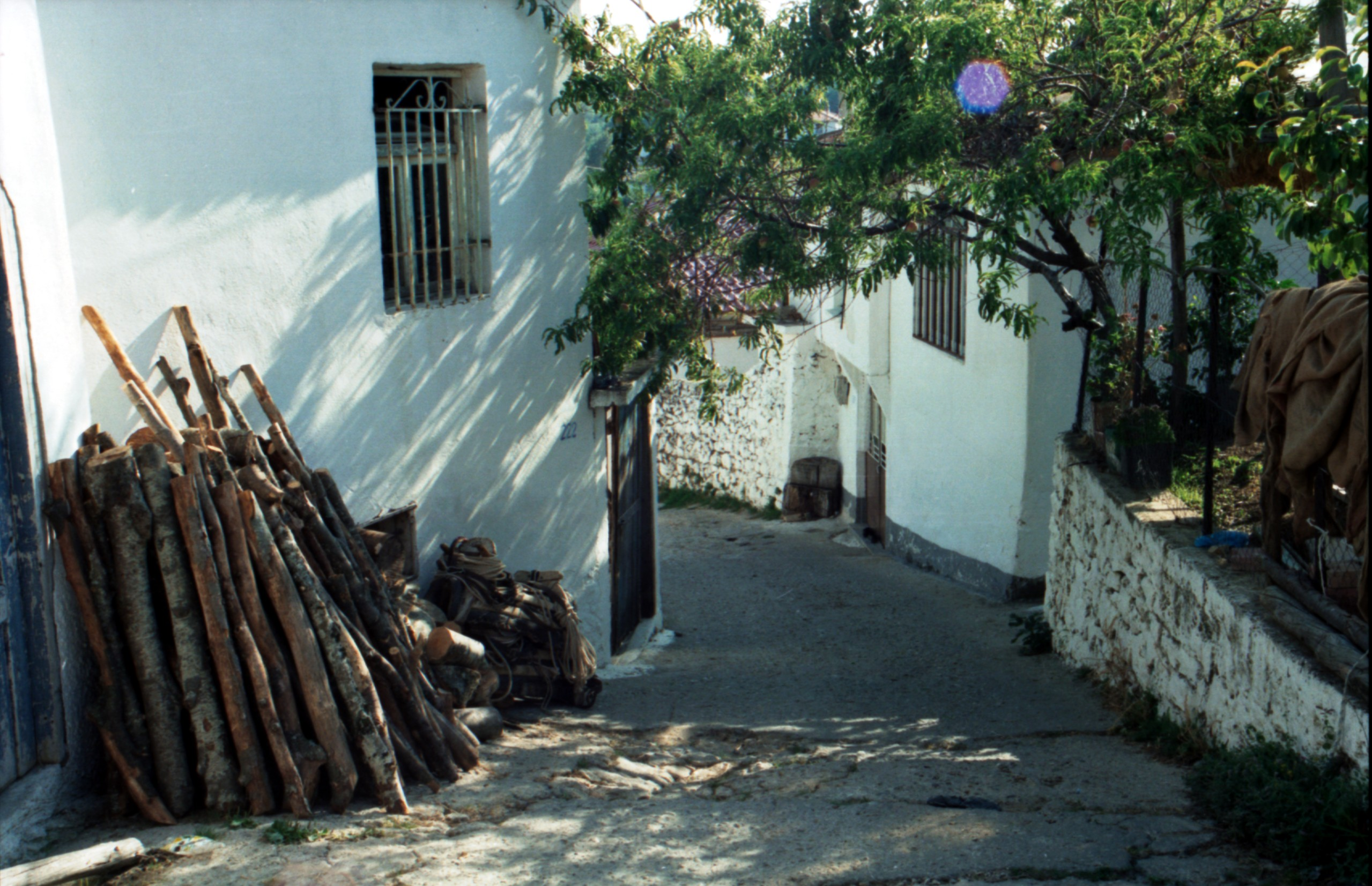
Помацьке село в номі Ксанті, Греція